# آرگوس ای اس ۴۱۱
آرگوس ای اس ۴۱۱ (انگلیسی: Argus As 411) نام یک جنگنده نیروی هوایی آلمان است که از آن درپجنگ جهانی دوم استفاده می‌شده است.